# Liste der Baudenkmale in Mesekenhagen
In der Liste der Baudenkmale in Mesekenhagen sind alle denkmalgeschützten Bauten der Gemeinde Mesekenhagen (Mecklenburg-Vorpommern) und ihrer Ortsteile aufgelistet. Grundlage ist die Veröffentlichung der Denkmalliste des Landkreises Ostvorpommern mit dem Stand vom 30. Dezember 1996. 

## Baudenkmale nach Ortsteilen

### Frätow
| ID | Lage | Bezeichnung  | Beschreibung | Bild |
| -- | ---- | ------------ | ------------ | ---- |
|    |      | Haus Richter |              |      |

### Gristow
| ID | Lage              | Bezeichnung                     | Beschreibung | Bild                            |
| -- | ----------------- | ------------------------------- | --- | ------------------------------- |
|    | Riemser Weg 20    | Wohnhaus                        | einstöckiges gemauertes Fachwerkhaus mit sieben Achsen, nicht ganz symmetrisch auf Sockel aus Findlingen, Krüppelwalmdach aus Dachpfannen, Fenster mit Fensterläden, doppelflügelige Tür mit Oberlicht. | Wohnhaus                        |
|    | Riemser Weg 36/37 | Wohnhaus                        | einstöckiges verputztes Fachwerkhaus in zwei Hälften geteilt, Krüppelwalmdach aus Reet, beide Hauseingänge nebeneinander. | Wohnhaus                        |
|    | Riemser Weg 40    | Alte Schule mit Stall           | Fachwerkgebäude mit verputzten Fächern, Krüppelwalmdach, Rohr gedeckt | Alte Schule mit Stall           |
|    |                   | Kapelle auf dem Friedhof        | |                                 |
|    | (Karte)           | Kirche                          | Der Backsteinbau über einem Granitquadersockel stammt aus der ersten Hälfte des 14. Jahrhunderts. Ursprünglich besaß die Kirche zwei Schiffe mit vier Jochen. Die Gewölbe stürzten 1665 ein. Die Nordsakristei wurde in der zweiten Hälfte des 17. Jahrhunderts aufgestockt.                                                                                      | Kirche                          |
|    | Riemser Weg 41    | Pfarrhaus mit Stall und Scheune | einstöckiges Ziegelhaus auf erhöhten Kellergeschoss aus Findlingen von acht Achsen, symmetrisch mit mittigen herausstehenden Risalit und geschlossener Verandavorbau mit seitlichen Eingang auf Ziegelfundament, Satteldach, an den Ecken mit Lisenen und Friesband unter dem Dach, Segmentbogenfenster mit dekorierten Sturz, Eisenkreuz am Giebel des Risalits. | Pfarrhaus mit Stall und Scheune |

### Karrendorf
| ID | Lage                  | Bezeichnung | Beschreibung | Bild |
| -- | --------------------- | ----------- | ------------ | ---- |
|    | Dorfstraße 17 (Karte) | Wohnhaus    |              |      |

## Quelle
- Bericht über die Erstellung der Denkmallisten sowie über die Verwaltungspraxis bei der Benachrichtigung der Eigentümer und Gemeinden sowie über die Handhabung von Änderungswünschen (Stand: Juni 1997; PDF, 934 kB)